# Paracardenius
Paracardenius is een geslacht van rechtvleugeligen uit de familie veldsprinkhanen (Acrididae). De wetenschappelijke naam van dit geslacht is voor het eerst geldig gepubliceerd in 1912 door Bolívar.

## Soorten
Het geslacht Paracardenius omvat de volgende soorten:
- Paracardenius lineatus Uvarov, 1953
- Paracardenius schoutedeni Bolívar, 1912